# Costigliole Saluzzo
Costigliole Saluzzo là một đô thị tại tỉnh Cuneo trong vùng Piedmont của Italia, vị trí cách khoảng 60 km về phía tây nam của Torino và khoảng 20 km về phía bắc của Cuneo. Tại thời điểm ngày 31 tháng 12 năm 2004, đô thị này có dân số 3.212 người và diện tích là 15,3 km².
Costigliole Saluzzo giáp các đô thị: Busca, Piasco, Rossana, Verzuolo và Villafalletto.